# Raión de Lesnoye
El raión de Lesnoye (ruso: Лесно́й райо́н) es un distrito administrativo (raión) ruso perteneciente a la óblast de Tver. Su forma de autogobierno local es desde 2019 la de ókrug municipal (Лесно́й муниципальный округ), albergando su territorio un único ayuntamiento con sede en la capital distrital homónima. Se ubica en el noreste de la óblast.
En 2021, el raión tenía una población de 4101 habitantes, la totalidad de los cuales vivían en 144 localidades rurales, pues no existe ninguna localidad urbana en el raión. Las principales localidades son la capital Lesnoye (de unos mil quinientos habitantes), Medvedkovo (de unos trescientos habitantes), Sorogozhskoye, Gorodok y Alekseikovo (estas tres últimas de unos doscientos habitantes).
El raión es limítrofe al oeste y norte con la vecina óblast de Nóvgorod.